# Quadripartitum
A Quadripartitum, teljes latin címén Quadripartitum Opus Juris Consuetudinarii Regni Hungariae, magyarul Négyeskönyv I. Ferdinánd megbízásából készített Corpus Juris.
Mivel az 1550. évi X. törvénycikkely sürgős feladattá nyilvánította a hazai jog rendbeszedését, a király kinevezett egy bizottságot, melynek tagjai Gregoriánczy Pál zágrábi püspök, Újlaki Ferenc győri püspök, Mérey Mihály személynök, Zarvaskendi Sybrik Gergely, Kamaray Tamás alországbiró, Pókateleki Zomor János királyi ügyek igazgatója és Bodenarius Márton bécsi jogtudós voltak. A mű soha nem emelkedett törvényerőre.